# Campo do Brito (ort)
Campo do Brito är en ort i Brasilien.   Den ligger i kommunen Campo do Brito och delstaten Sergipe, i den östra delen av landet, 1 300 km nordost om huvudstaden Brasília. Campo do Brito ligger 207 meter över havet och antalet invånare är 8 011.
Terrängen runt Campo do Brito är huvudsakligen platt, men söderut är den kuperad. Närmaste större samhälle är Itabaiana, 9,2 km nordost om Campo do Brito.
Omgivningarna runt Campo do Brito är huvudsakligen savann. Runt Campo do Brito är det ganska tätbefolkat, med 207 invånare per kvadratkilometer.